# نیال کویین
نیال کویین (انگلیسی: Niall Quinn؛ زادهٔ ۶ اکتبر ۱۹۶۶) بازیکن فوتبال سابق اهل ایرلند است.
از باشگاه‌هایی که در آن بازی کرده‌است می‌توان به منچستر سیتی، ساندرلند، و آرسنال اشاره کرد.
او همچنین سابقه‌ی بازی برای تیم ملی فوتبال جمهوری ایرلند را دارد و در جام‌های جهانی ۱۹۹۰ و ۲۰۰۲ برای این تیم به میدان رفته است.